# Hubert Monteilhet
Pour les articles homonymes, voir Monteilhet.
Hubert Monteilhet, né le 10 juillet 1928 à Paris et mort le 12 mai 2019 à Garlin, est un écrivain français. Il s'impose d'abord comme auteur de romans policiers (Les Mantes religieuses), puis comme auteur de romans historiques (Les Derniers Feux, Néropolis, La Pucelle).
Les commentateurs voient en lui un héritier des romanciers libertins du XVIIIe siècle. Il se distingue par des intrigues originales, des personnages totalement amoraux, une plume incisive, élégante et parfois licencieuse, une liberté de ton, un humour mordant.

## Biographie
Il est issu d'une famille de magistrats. Son père est Joseph Monteilhet (1877-1964), docteur en droit, magistrat anti-maurrassien, pacifiste, appréciant Jaurès, historien à ses heures (auteur des Institutions militaires de la France, 1814-1924). Sa mère, née en 1888, est infirmière bénévole durant la Première Guerre mondiale. Hubert naît à Paris le 10 juillet 1928. Il grandit dans le 16e arrondissement. Il est élève des jésuites à Saint-Louis-de-Gonzague. Sous l'Occupation, il vit en Auvergne dans la résidence familiale, le château de Nouara, près d'Ambert. Là, il poursuit ses études sous la houlette de précepteurs : deux Alsaciens d'abord, puis Jean Recanati, un Juif communiste qu'hébergent ses parents. Après la guerre, il prépare une agrégation d'histoire en Sorbonne. Il enseigne en Normandie, puis de 1959 à 1970 au lycée Carnot de Tunis.
Il écrit d'abord des romans policiers. Son premier livre, Les Mantes religieuses (1960), séduit par l’originalité de l’intrigue,, la liberté du ton et l’amoralité des personnages. Monteilhet reçoit pour ce roman le grand prix de littérature policière. Avec les livres suivants (Le Retour des cendres, Les Pavés du diable, Le Forçat de l'amour, Les Bourreaux de Cupidon…), il s’impose comme un maître du suspense à la technique très personnelle, d’une grande imagination dans le choix de ses thèmes comme dans celui de ses rebondissements. Il publie presque un livre par an dans les années 1960 et 1970, chez Denoël, dans la collection « Crime-club », puis dans la collection « Sueurs froides ».
En 1976, avec Sophie ou les Galanteries exemplaires, il situe pour la première fois un récit dans un passé lointain (le XVIIIe siècle). En 1981, il fait une incursion remarquée dans le fantastique avec Les Queues de Kallinaos, à la fois conte philosophique à la Pierre Boulle et tragédie de l’amour paternel poussé jusqu’à la folie.
À partir des années 1980, il se consacre en grande partie au roman historique. En 1982, il fait découvrir dans Les Derniers Feux l’Inquisition espagnole du XVIIIe siècle. En 1984, la Rome antique de Néron revit dans Néropolis, inspiré de Quo vadis ?, qui connaît un grand succès critique et commercial. Monteilhet évoque encore la Venise du XVe siècle et la France de Charles VII dans La Pucelle ; le temps des mousquetaires dans De plume et d'épée, Les Cavaliers de Belle-Île et  Au royaume des ombres ; la fin de l'Ancien Régime dans Eudoxie ; la Révolution dans Les Bouffons ; le Premier Empire dans Au vent du boulet.
En parallèle, il continue de produire des romans criminels : Le Procès Filippi (1981), La Perte de Vue (1986), Arnaques (2006)…
Il est longtemps chroniqueur gastronomique du journal Sud Ouest Dimanche. Il exploite d’ailleurs la veine gourmande dans une tétralogie romanesque qui règle leur compte à certaines tricheries : le cognac est suivi de près dans La Part des anges (1992), le bordeaux dans Œdipe en Médoc (1993), le vieillissement accéléré des jambons crus dans Étoiles filantes (1994) et le trafic de viande dans Le Taureau par les cornes (1994)…
Il meurt le 12 mai 2019 à Garlin, à 90 ans.

## Technique
Comme chez Boileau-Narcejac, le récit est fondé sur le suspense. Mais le suspense de Monteilhet lui est propre. « Le lecteur, dit Monteilhet, cherchera dans ce roman criminel, comme il le fait d’habitude chez nous, non pas qui a tué, mais qui périra en fin de compte. Telle est la technique de Racine… » En effet, les romans de Monteilhet ne sont pas des polars classiques qui mettraient en scène des policiers cherchant à résoudre une énigme et à confondre des coupables, encore moins des romans noirs peignant le monde de la pègre. Ce sont plutôt des romans psychologiques, dans lesquels des personnages de la bonne société poussent leurs passions jusqu'au crime, volontairement ou involontairement : « Le coupable est soit un meurtrier occasionnel traumatisé par son acte, soit un être cynique, démoniaque, pervers, qui utilise le crime pour parvenir à ses fins (richesse, vengeance, etc.). »
Monteilhet produit ainsi, au fil de son œuvre, une impressionnante galerie de monstres repoussants. Le lecteur pénètre dans leur intimité, parfois avec malaise. Leurs tares sont variées : on trouve un grand enfant dans Le Retour des cendres, un onaniste dans Les Pavés du diable, un hypersensible dans Meurtre à loisir, un raciste dans Retour à zéro, un morphinomane dans La Perte de vue, un pédophile dans Une affaire d’honneur, un éditeur « à compte d’auteur » dans Arnaques…

## Filiation libertine
Le suspense de Monteilhet, dit  Jean Tulard, est « parfois frivole (Les Pavés du diable), souvent libertin (Devoirs de vacances ou Le Ruban bleu). On a parlé d’élégance, d’insolence et d’immoralité. » L’œuvre de Monteilhet « est en constante référence au xvIIIe siècle ». L'étiquette ne va plus le lâcher. Le fait est que l’on retrouve en lui bien des caractéristiques du courant littéraire que l'on a baptisé « libertin »…

### Genre
Dès les premières lignes de son premier roman (« Montpellier, le 13 décembre 1923 […] Monsieur… »), Monteilhet a recours à la lettre, comme Choderlos de Laclos. Une technique tout d'abord « déconcertante » pour les lecteurs de roman policier. Chez Monteilhet, la lettre peut être isolée (la révulsante lettre d'un père offrant sa fille à Louis XV, dans Au vent du boulet) ou constituer le corps du roman (Devoirs de vacances). Mais il n’y a pas que la lettre. Monteilhet est « le seul auteur — ou presque — qui ait le souci d’écrire et d’utiliser toutes les ressources de la littérature : correspondance, journal intime, monologue intérieur, coupure de presse… pour rythmer son récit ». Toutes sortes d’écrits se multiplient, pour se contredire, et ne lever qu'un coin du voile des apparences.

### Forme
L’écriture incisive de Monteilhet est louée par la critique pour son élégance. Elle étonne chez un écrivain exerçant dans un genre populaire. Monteilhet serait « le plus littéraire de tous les auteurs français de romans policiers ».

### Morale
Jean Bourdier ne manque pas de juger les trois premiers romans de l’auteur « dans le style et l’esprit du XVIIIe siècle, à la fois le plus classique et le plus frondeur ». L’élégance est là, « et l’insolence aussi ». Et, toujours comme au xvIIIe siècle, la morale est présente, « sous le masque gracieux et trompeur de l’amoralité ». Les grands libertins sont ainsi rejoints « sur tous leurs terrains privilégiés ».
Père de famille (il le rappelle souvent dans ses livres), Monteilhet se préoccupe tout naturellement non pas de transmettre une morale, mais de fournir des éléments propres à la forger. Car un moraliste n’est pas un moralisateur : il se borne à décrire les mœurs, espérant par cette seule peinture éclairer le lecteur. Monteilhet se contente de placer des monstres ou de simples étourdis en situation délicate ; il laisse le lecteur libre de tirer profit ou non d’une telle perspective. En homme du XVIIIe siècle, il considère le roman comme un ouvrage d’éducation. Se mettant en scène dans ses livres, s’affichant comme bon père et bon mari (ce qu’était Laclos), roc de vertu émergeant d’un océan de turpitudes, Monteilhet, fils de magistrat, semble se demander si en évitant les « imprudences » on n’évite pas les ennuis superflus. On devine cette préoccupation à travers la dédicace du roman Andromac (dans lequel l’héroïne se prostitue pour élever son fils) : « À mes trois petites filles chéries, dès qu’elles sauront lire comme papa écrit, c’est-à-dire couramment » ; ou à travers celle de Sophie (l’héroïne se prostitue pour élever son fils) : « Je dédicace cet ouvrage, le plus dense de mes traités de morale, à ma grande et trop jolie fille Florence-Marie, qui ne craint pas d’aller poursuivre à Paris les études les plus dangereuses, dans cette cité bordélique, asile du mauvais esprit depuis Voltaire, et des mauvaises mœurs depuis la Régence. Elle y verra surabondamment tout ce qui menace les imprudentes qui se privent un seul instant de la grâce sanctifiante et des grâces actuelles… »

### Point de vue
Chez Monteilhet, « parfois l’histoire est vue sous l’angle de la victime, mais le plus souvent, c’est celui de l’assassin qui prévaut ». Il appartient donc au lecteur de faire la part du subjectif.
Plus généralement il revient au lecteur, quand il fréquente un libertin, de décrypter l’allusif et de tenter de démêler ce qui traduit la conviction de l’auteur de ce qui relève de la posture. Car le libertin se plaît à brouiller les pistes. Il est quelqu’un de prudent, qui nourrit un penchant affirmé pour la dissimulation : « Toute vérité se cultive à huis clos, dit le narrateur de La Pucelle, et nous attendrons, pour périr en son honneur, que notre dignité nous y oblige. »
Monteilhet semble se reconnaître dans les propos consacrés à l’abbé Prévost par Jean Sgard, tant il les cite longuement. Il termine par cette phrase de Sgard : « Écrivain des Lumières, sans doute, mais écrivain religieux pour qui les lumières ne seraient rien si elles n’éclairaient pas le Mal. » Tout comme l’abbé Prévost décrit par Sgard, Monteilhet s’aventure dans la vérité intérieure d’humains ambigus et pitoyables ; il découvre que chacun est prisonnier d’une étroite vision des choses ; il est un romancier du subjectif, c’est-à-dire de la mauvaise foi ; et il voit ses pauvres créatures, jouets de passions, s’abîmer dans leur tragique folie. Faut-il les plaindre ou les condamner ? La vérité n’appartenant à personne, l’auteur ne se prononce pas là-dessus.
Monteilhet est un explorateur des équivoques et des faux-semblants (« Toute une mise en scène des plus artificielles se préparait, devant un jury qui ne pourrait apercevoir que la surface des choses, le miroitement de faux-semblants contradictoires »). Mettant la casuistique de ses maîtres jésuites au service de ses plus lamentables personnages, retranché toujours plus qu’on ne croit dans le deuxième degré, il tente d’ouvrir l’esprit de son lecteur. La duplicité de ce voltairien offre un point de vue décalé, plein de saveur et d’enseignements ; elle est une arme insidieuse, plus efficace que ne le serait une indignation ingénue.

### Irréligion
Même dans ses romans, Monteilhet aime à faire étalage de sa sensibilité traditionaliste. Il dit par exemple l'horreur que lui inspire l'avortement. Sa lecture littérale des Évangiles (défendue dans Ce que je crois, et pourquoi) l'amène à condamner, dans son pamphlet Rome n'est plus dans Rome, les réformes du Concile de Vatican II, qu'il considère comme un reniement de l'Église. Sa conception du catholicisme le rapproche donc des fidèles de Mgr Lefebvre.
Pourtant, le lecteur attentif débusque un sulfureux jeu de massacre. De grandes figures ou institutions du christianisme en font les frais. Saint Paul, « l’apôtre délicat et compatissant » est présenté, sous la plume émerveillée de Monteilhet, comme un chaleureux défenseur de l’esclavage. Et le narrateur vénitien de La Pucelle remarque innocemment, toujours à propos de l’esclavage : « Si c’était un mal en soi, le Christ et l’Église s’en seraient aperçus. »
Comme toujours avec les libertins du xvIIIe siècle, il appartient au lecteur, guidé par ses propres aveuglements et par ses propres masques, de décider s’il doit prendre tout cela au premier ou au deuxième degré, s’il doit applaudir ou dresser le bûcher. Dans l'avertissement des Derniers Feux, Monteilhet précise qu'il est là non pour donner son avis, mais pour apporter au lecteur des éléments de réflexion :

« Et si l'on nous demande si nous sommes pour ou contre l'Inquisition, nous répondrons que nous sommes objectif. Notre seule ambition est de distraire en informant ou d'informer en distrayant. Nous écrivons pour toutes les paroisses. Mais après avoir lu ce livre, les disputeurs sauront au moins de quoi ils parlent, ce qui est déjà un grand progrès. »

Enfin, dans Eudoxie ou la Clef des champs, l'héroïne reconnaît à l'Église le droit de jouer un rôle dans l'organisation de la société. Elle lui demande seulement de jouer ce rôle en toute conséquence, en ne tolérant pas que la doctrine qu'elle énonce soit foulée aux pieds.

### Meilleur des mondes possibles
Son mauvais esprit à la Candide n’épargne pas l’Histoire : 
- Les aberrations du système féodal français, l’incompétence, le désordre, la misère, la superstition ambiante, l’intrusion du spirituel dans le politique font piètre figure quand un Vénitien les compare au réalisme de sa république marchande[40] (dont les travers ne sont du reste pas cachés).
- Les princes d’Occident « offrent à nos regards attristés une étonnante collection d’abrutis congénitaux[41] ».
- Les rudes façons des soudards de Jeanne d'Arc, avides de viols, de pillages et de massacres, contrastent avec la sainteté de leur mission[42].
- De plume et d’épée brosse un tableau dantesque du siège de La Rochelle[43].
- Le début des Bouffons rend une effroyable politesse[44] aux Chouans de Balzac (roman qui livre une image très sombre des paysans bretons et quelque peu angélique des bleus[45]).
- Le héros des Bouffons, voulant faire sa cour à Saint-Just, lui offre une Déclaration des droits de l’homme reliée en peau d’homme noir[46].
- Selon l'héroïne d'Eudoxie, le génie français consiste à « allier les Révolutions rhétoriques à une profonde stabilité des bourgeoises fortunes provinciales[47] ».
- Le Révolution et l’Empire auront coûté « 1,2 million de morts », sans avoir rien changé. « Ces bruyantes cohortes ne mènent nulle part, constate le héros d'Au vent du boulet en 1853. Rien ne bouge, rien ne change. Depuis 1789, la société n’a évolué qu’en surface […] Ce sont toujours les mêmes propriétaires fonciers, les mêmes parasites qui se perpétuent dans les mêmes places[48]… »
- Les abominables conditions de vie à bord d’un navire de guerre offrent au jeune Charles Darwin un passionnant champ de réflexion quant au jeu de la sélection naturelle — reflet de celui que propose le libéralisme britannique[49].
- La guerre est dépouillée de ses attributs héroïques : « En 14, les Sénégalais de son grand-père n’avaient-ils pas coutume de couper les couilles des boches pour s’en faire des pendants d’oreilles aguichants ou des colliers naïfs[50] ? »
- Quant aux Hutus d'avant 1994, ils avaient été nombreux à se convertir au catholicisme, « afin de trouver dans la foi un regain de douceur et de charité[51] ».

### Licence
Les romans d'Hubert Monteilhet n'ont rien d'un prêchi-prêcha bien-pensant. S'ils ont une dimension édifiante, c’est à la manière de Laclos, avec des personnages souvent travaillés par le démon de la chair. Le narrateur met une savoureuse complaisance à évoquer leurs écarts. Ils paraissent baigner dans une étonnante lubricité. Cela confère à l'œuvre un charme qui renvoie, une fois de plus, aux romanciers libertins : « On nous a aussi reproché, dit Monteilhet, d’avoir la plume un tantinet légère, et le qualificatif de Choderlos de Laclos nous poursuit comme une flatteuse, mais un peu abusive rengaine. »

## Œuvres

### Romans criminels
- Les Mantes religieuses, Denoël, 1960 (grand prix de littérature policière 1960[10]. Rééd. Le Livre de Poche no 4770, 1976).
- Le Retour des cendres, Denoël, 1961 (rééd. Le Livre de Poche no 2175, 1967).
- Les Pavés du diable, Denoël, 1963 (rééd. Le Livre de Poche no 2767, 1970).
- Le Forçat de l'amour, Denoël, 1965.
- Les Bourreaux de Cupidon, Denoël, 1966 (rééd. Le Livre de Poche no 5174, 1978).
- Devoir de vacances, Denoël, 1967 (rééd. Le Livre de Poche no 9728, 1993).
- Le Cupidiable, Denoël, 1967 (rééd. Le Livre de Poche no 18228).
- Andromac ou le Meurtre par inadvertance, Denoël, 1968 (rééd. Le Livre de Poche no 18230).
- De quelques crimes parfaits : divertissement criminel, Denoël, 1969 (rééd. Le Livre de Poche no 9574).
- Meurtre à loisir, Denoël, 1969 (rééd. Le Livre de Poche no 4384, 1992).
- Non-sens, Denoël, 1971.
- Requiem pour une noce, Denoël, 1973 (rééd. Le Livre de Poche no 13639).
- Pour deux sous de vertu, Denoël, 1974 (rééd. Le Livre de Poche no 18243).
- Mourir à Francfort ou le Malentendu, Denoël, 1975 (rééd. Le Livre de Poche no 7323).
- Esprit es-tu là ? Denoël 1977, (rééd. Le Livre de Poche no 9648).
- Retour à zéro, Denoël, 1978.
- Le Procès Filippi, Denoël, 1981.
- La Perte de vue : roman des temps de la Kollaboration, Denoël, 1986.
- La Part des anges, Fallois, 1990.
- Œdipe en Médoc, Fallois, 1993.
- Étoiles filantes : roman criminel gastronomique, Fallois, 1994.
- Le Taureau par les cornes, Fallois, 1996.
- Une affaire d'honneur, Fallois, 1997.
- Le Ruban bleu, Fallois, 1998.
- Mademoiselle le juge, Robert Laffont, 2001.
- Sans préméditation : roman noir, Fallois, 2005.
- Arnaques : roman noir, Fallois, 2006.
- Choc en retour, Fallois, 2009 (Prix Arsène Lupin du meilleur roman policier 2009[10]).
- Les Talons d'Achille, Fallois, 2010.
- Les Confessions du diable, Fallois, 2011.
- Une vengeance d'hiver ou Comment l'esprit vient aux secrétaires, Fallois, 2012.

### Fantastique
- Les Queues de Kallinaos : roman fantastique, éd. Pauvert-Ramsay, 1981 (grand prix de littérature fantastique d'Avoriaz 1982, prix de la Société des gens de lettres 1982[10]).

### Romans historiques
- Sophie ou les Galanteries exemplaires, Denoël, 1976 (roman Louis XV).
- Les Derniers Feux : roman des temps de l'Inquisition, Pauvert/Julliard, 1982 (un Français du siècle des Lumières tombe aux mains de l'Inquisition espagnole).
- Néropolis : roman des temps néroniens, Pauvert/Julliard, 1984 (sur Néron et les premiers chrétiens).
- La Pucelle, Fallois, 1988, rééd. Le Livre de Poche no 6658 (sur Venise, la France de Charles VII et Jeanne d'Arc).
- Eudoxie ou la Clef des champs, Fallois, 1992 (sur la condition féminine dans les dernières années de l'Ancien Régime).
- L'Empreinte du ciel, Presses de la Renaissance, 2000 (au sujet du Suaire de Turin).
- De plume et d'épée : roman Louis XIII, Fallois, 1999, rééd. Le Livre de Poche no 15003.
- Les Cavaliers de Belle-Île, Fallois, 2001, rééd. Le Livre de Poche no 15410 (suite du précédent, sur l'époque de Louis XIV).
- Au royaume des ombres, Fallois, 2003 (suite du précédent, sur le Masque de fer et l'époque de Louis XIV).
- Les Bouffons : roman des temps révolutionnaires, Fallois, 2004 (sur la Révolution française vue par un noble).
- Dolce Vita ou le Malentendu, Éditions de l'Atelier, 2006 (courte nouvelle, retour aux temps néroniens et à l'atmosphère de Néropolis dans une fiction historique qui traite de la libération des mœurs aux débuts du christianisme).
- Au vent du boulet : roman des temps napoléoniens, Fallois, 2008.

### Littérature pour la jeunesse
- Un métier de fantôme, Nathan, 1978 (grand prix du « Bateau à Vapeur »[10]).
- Gus et les Hindous, Nathan, 1982.
- Gus et le Poussinard, Nathan, 1983.
- Gus et le cambrioleur, Nathan, 1984.

### Écrits polémiques
- Rome n'est plus dans Rome : elle est toute où je suis, Pauvert, 1977.
- Paul VI, Régine Deforges, 1978.
- Ce que je crois, et pourquoi, Fallois, 1993.
- Le Mythe de l'abbé Pierre, Odilon Media, 1996.
- Préface de Ce soir l'apocalypse… Il était temps ! Considérations parfaitement incorrectes sur un événement pourtant annoncé qui ne saurait tarder à nous surprendre, de Bertrand Acquin, L'Âge d'Homme, 2005.
- Intox : 1870-1914, la presse française en délire, Fallois, 2015.

### Préfaces
- Préface au livre de Bertrand Acquin, Ce soir l'Apocalypse, il était temps ! sous-titré: considérations parfaitement incorrectes sur un événement..., Paris : l'Âge d'homme, impr. 2006,  (ISBN 2-8251-3608-5)

## Adaptations

### Au cinéma
- 1965 : Le démon est mauvais joueur (Return from the Ashes), film britannique réalisé par J. Lee Thompson, d'après le roman Le Retour des cendres[54].
- 1972 : Docteur Popaul, film français réalisé par Claude Chabrol, d'après le roman Meurtre à loisir[55].
- 2014 : Phoenix, film allemand réalisé par Christian Petzold, d'après le roman Le Retour des cendres[56].

### À la télévision
- 1982 : Le Retour d'Élisabeth Wolff, téléfilm français réalisé par Josée Dayan, d'après le roman Le Retour des cendres[57].
- 1983 : Praying Mantis, téléfilm britannique réalisé par Jack Gold, d'après le roman Les Mantes religieuses[58].

## Prix
- Grand prix de littérature policière 1960 pour Les Mantes religieuses[59]